# Apterotoxitiades vivesi
Apterotoxitiades vivesi är en skalbaggsart som beskrevs av Karl Adlbauer 2008. Apterotoxitiades vivesi ingår i släktet Apterotoxitiades och familjen långhorningar. Inga underarter finns listade.